# ОШ „Доситеј Обрадовић” Пожаревац
Основна школа „Доситеј Обрадовић” у Пожаревцу основана је 1733. године.
Школа је смештена у некадашњој згради Реалне гимназије из 1936. године.
Настава се изводи у две смене. Млађим разредима је на располагању целодневни боравак. Од страних језика уче се енглески и француски језик.